# (13059) Ducuroir
(13059) Ducuroir est un astéroïde de la ceinture principale.

## Description
(13059) Ducuroir est un astéroïde de la ceinture principale. Il fut découvert le 18 janvier 1991 à l'Observatoire de Haute-Provence par Eric Walter Elst. Il présente une orbite caractérisée par un demi-grand axe de 2,59 UA, une excentricité de 0,09 et une inclinaison de 6,6° par rapport à l'écliptique.

## Compléments